# فرانكناو
فرانكناو (بالألمانية: Frankenau) هي بلدة، مدينة و بلدة ألمانية تقع في ألمانيا في Waldeck-Frankenberg. يقدر عدد سكانها بـ 3,439 نسمة .

## المدن التوأمة
مدن Die و Wirksworth هي مدن توأمة لـفرانكناو.